# Грачаничка повеља
Грачаничка повеља је проглас који је донео српски краљ Стефан Урош II Милутин Немањић (1282 — 1321), године 1321. којом оснива и дарива манастир Грачаницу. У повељи су побројани сви поседи на Косову и у непосредној близини Приштине, са тачним међама, које је даривао Грачаници, а у неким случајевима дата су и имена зависних сељака који су дужни да раде на манастирском имању.
Повеља има и посебан одељак „Закон стари Србљима“ у коме је дата законска регулатива за становнике на територији манастирског властелинства.
Повеља је исписана у надвратку ђаконикона цркве Успења Пресвете Богородице у Грачаници.
Књижевна манифестација Видовданско песничко причешће, која се одржава у Грачаници о Видовдану, установила је књижевну Награду „Грачаничка повеља” и додељује је од 1990. године.